# Зритель (журнал, 1792)
Зритель(названий за аналогією з англійським журналом «Спектейтор») — російський літературний журнал, видавався російською мовою Іваном Андрійовичем Криловим у Санкт-Петербурзі в 1792 році, з лютого по грудень, щомісяця. Поряд із оригінальними творами (прозою та віршами), в журналі містилися і переклади.
Співробітниками журналу були: О. І. Клушин (головний помічник Крилова по виданню), І. А. Дмитревський, П. О. Плавильщиков, Туманський, І. Варакін, А. Бухарськой, В. Свистуновський, А. Теряєв, І. Захаров і князь Г. О. Хованський.
У свою чергу Крилов опублікував багато своїх творів, конкурував із газетою Карамзіна «Московский журнал», а також писав сатиричні статті з Клушином. Тексти, наповнені алюзіями на тогочасність, не залишилися без реакції влади. Після публікації сатиричного «Східного роману» Крилова про абсолютистську діяльність вигаданого халіфа Кайфа журнал був закритий за наказом цариці Катерини II, а в друкарні були проведені обшуки.